# 태양의 용자 파이버드
《태양의 용자 파이버드》(太陽の勇者ファイバード 다이요노 유샤 화이바도[*])는 일본 나고야TV와 TV아사히 계열에서 1991년 2월 2일부터 1992년 2월 1일까지 방영되었던 선라이즈 제작의 SF 로봇 애니메이션 및 그에 등장하는 로봇의 명칭이다. 1990년대 용자 시리즈의 두 번째 작품이자 야타베 시리즈 3부작의 두 번째 작품. 전작 《용자 엑스카이저》와 세계관을 공유하고 있으며, 전작으로부터 9년 후라는 설정이다.
대한민국에서는 《지구용사 선가드》라는 제목으로 KBS 2TV에서 방영된 바 있으며, 이후 2005년 투니버스에서 방영되었다.

## 스토리
서력 2010년, 악의 에너지 생명체 드라이어스가 지구를 침략한다. 악의 과학자 장고는 그와 손잡고 지구정복을 위한 행동을 개시한다.
한편, 드라이어스를 추적해 찾아온 우주경비대의 정의 에너지 생명체들은 아마노 평화과학 연구소 소장인 아마노 박사(나천재 박사)가 완성시킨 구조용 특수 메카에 깃들어 드라이어스 일당에 맞선다. 우주경비대 대장 파이버드(선가드)는 아마노 박사의 인간형 안드로이드와 일체화하여 평소에는 카토리 유타로(한불새)라는 인간의 몸으로 켄타(용기) 등과 행동하고, 적 메카가 나타났을 때는 거대로봇 파이버드로 변신합체하여 지구의 평화를 지킨다.

## 특징
《태양의 용자 파이버드》는 단발 작품 예정이었던 전작의 호평에 힘입어 탄생했다. 전작 엑스카이저의 작품테마가 ‘보물’이었던 것에 비해 이 작품 파이버드는 ‘사랑’을 테마로 하고 있다. 설정에 대해서는 극중에 밝혀지지 않았지만, 이야기의 기초로서 주역 카토리(불새)=파이버드(선가드)가 전작의 주역인 엑스카이저의 후배이며, 우주경찰과 우주경비대가 같은 조직인 것으로 그려지고 있다. 이것은 TV 용자 시리즈 중 유일한 설정이다. 또한, ‘야타베 용자 3부작’는 모두 연동되고 있다는 설정이며, 후속작인 《전설의 용자 다간》은 용자 엑스카이저보다도 훨씬 과거의 스토리를 그리고 있다.
이야기는 전작 《용자 엑스카이저》의 자세를 답습하면서도 더욱 세련되게 그리고 있다.
“리더”가 평소에는 인간의 모습을 하고 있다.
전작 《엑스카이저》와 가장 다른 점은 주인공 로봇인 파이버드가 평소에는 카토리 유타로(한불새)라는 인간의 모습을 하고 있다는 것이다(파이버드의 몸도 빌리는 것일 뿐 가짜 모습은 아니다). 이것에 따라 일상면에서의 행동도 자유로워져 인간의 여러 것을 배운다는 식의 요소를 스토리에 넣을 수 있었고, 내용의 질을 대폭 향상시킬 수 있게 되었다. 그리고 평소에는 어벙한 느낌을 주다가 전투시에는 멋진 모습을 보여주는 카토리의 양면은 시리즈에 여성팬을 끌어들일 수 있는 요인이 되기도 했다.
구조 로봇 팀의 존재
선대의 팀 구성인 맥스 팀은 범인체포를 목적으로 한 전투활동에 중점을 두고 있었기 때문에, 구조활동에 대해서는 로봇의 기체 관계부터 설정이 되어 있었다. 이번 팀 용자는 상기의 이유에 따라 사람과의 설정을 중시하고 있었기 때문에 서포트활동에 중점을 둔 기체설정이 이루어졌다. 가드팀처럼 구조활동을 전제로 한 용자로봇은 이 작품이 최초이다. 실재하는 인물을 성격설정의 모델로 한 전작과는 달리 각 용자가 고른 매개체(소방차, 경찰차, 구급차 등)의 외견과 연관된 성격을 지니게 하여 각 용자의 구체적인 개성화에도 공헌했다.
적 조직의 다양화
전작에 등장한 가이스터는 멤버가 단신으로 지구에 왔기 때문에 필요 기재에 관해서는 현지에서 조달하거나 그때까지 비축해둔 자금을 이용해 우주에서 사오는 방식을 취하고 있었다. 이번 작품의 적 조직은 우주경비대와 마찬가지로 현지인(지구인)과 접촉하여 그 거주지를 기지로 하고 있다. 또한, 전작에서는 피하고 있던 매우 일반적인 적조직의 활동이유, “세계정복”을 채용하여 강탈 이외의 파괴활동을 목적으로 하지 않은 가이스터보다도 활동이 많아졌고, 적 조직인 조르와 슈라는 카토리와 마찬가지로 인간의 모습을 할 수 있었다는 점에서 은밀한 작전을 전개할 수 있게 되었다. 또한 카토리와 다른 시점에서 인간과의 접촉이 그려지고 있다. 카토리와 다른 점은, 그들은 현지인이 제작한 로봇에 타고 조종하는 것이며, 이 스타일은 다음 작품부터도 적의 기본적 스타일이 되었다.
동료 메카의 활약 향상과 양 진영의 증원
전작 《엑스카이저》에서 전투의 마지막은 항상 엑스카이저의 필살기로 마무리되었다. 이번 작품에서는 다른 멤버의 피니시 및 합체기술 등이 도입되어 전작보다 스토리성을 향상하는 결과를 낳았다.
그 외, 증원이 이루어져 몇화 후의 추가합체를 통한 파워업이 이루어진 첫 작품이다. 이 요소는 2호메카의 등장, 최강합체와 함께 이후 시리즈에도 그대로 이어져 내려가게 된다.

## 등장인물

### 주인공과 동료들
카토리 유우타로(한불새) - 2대 용자 영웅
용자 8영웅 중 1명으로 우주황제 드라이어스를 쫓아온 우주경비대의 대장.  본체는 에너지 생명체지만 아마노 박사가 만든 재해구조용 안드로이드 카토리 유우타로에 깃든다. 호기심이 강하고 4차원적으로 지구의 상식이나 관습을 깨는 언동이 잦아, 하루카나 켄타를 곤란하게 하는 일도 자주 있다. 하지만, 그의 눈이야말로 당연한 것이 멋지다고 깨닫는 순수함을 지닌 것. 입버릇은 `감동했어`. 보통은 가운에 뿔테안경을 쓴 좀 멍한 청년이지만, 드라이어스 일당의 앞에 서면,사람이 확 바뀐다고 할 정도로 변한다. 파이어 제트와 융합하여 파이버드로 탄생하며, 단순한 듯이 보이지만 실은 용자 8영웅 중에서 매우 복잡한 존재. 그의 웃는 얼굴은 가히 용자 시리즈 최고라 말할 수 있다. 성우는 마이트가인에서 블랙 가인 역을 맡은 마츠모토 야스노리. 코야스 타케히토와의 경쟁을 뚫고 멋지게 파이버드 역을 캐치해냈다. 아미노 켄타에게는 친형같은 존재다.
나천재 박사(아마노 히로세)
지구의 과학자로 김박사, 힐먼박사, 장고박사 등 젊은시절 여러 박사들과 같이 연구를 했으나 인정받지못해 학자들 사이에서 존재가 잊혀졌다. 그러나 우주경비대와 한 팀으로서, 여러 가지 연구를 하고, 지구의 평화를 위해서라면 목숨도 바친다고 할 정도다. 우주경비대의 감독이라고 볼 수 있다.
나용기(아마노 켄타)
나박사의 손자로, 친형은 없지만 거의 매사 불새랑 같이 다니면서 친형제처럼 지낸다. 학교에선 장난꾸러기로 희망을 곤란하게 만들기도 한다. 불새가 머리가 나쁘고 지구에 대해서 잘 몰라서 그런지 그에 덕분에 지구인 중 최초로 우주 경비대원으로 합류한다.
나희망(아마노 하루카)
용기와 사촌 관계로, 말싸움을 무지 잘할뿐만 아니라, 여자치고 무척 터프해서 말싸움으로는 아무도 이기지 못하며, 같은 또래의 일반 남자아이들보다 강하다. 불새를 어절 때는 친오빠처럼 생각하지만 때로는 짝사랑하기도 한다. 우주경비대원은 아니지만 드라이어스 일당들과 싸우는 나박사와 우주경비대들을 돕는 것을 보면 반은 우주경비대원이나 마찬가지다.
챔프
희망의 애완용 원숭이
희망의 아빠(아마노 타츠쿠)
독일에서 근무 중으로, 나박사의 아들이다. 흡혈로봇에 물려 희망과 부인을 해치려했으나 나박사의 엄청난 말로 인해 괴로워하다가 침이 없어지자, 되돌아온다.
희망의 엄마(아마노 나츠에)
독일에서 근무 중으로, 나이에 비해 상당히 동안이고 미인이다.
용기의 엄마
용기가 연구소 가는것을 부정적으로 보는 면이 있으나, 후반부에 우주경비대의 정체를 안 후 부정적인 반응이 없어진다. 남편도 있는듯 하지만 그녀의 남편은 한번도 본편에서 등장한 적이 없다.
유미사(쿠니에다 요시코)
미혼의 젊은 여의사로, 허형사와 몇 번 사건에 휘말리곤 했으며, 허형사가 관심을 보이지만 관심없는 것 같고 불새를 마음속으로 짝사랑하고 있다. 불새도 역시 그녀에게 관심이 있다. 불새와 우주경비대의 정체를 알아낸 이후 용기에 이어 지구인 중 두 번째로 우주경비대원으로 합류하며 나박사 연구소에서 함께 지낸다. 우주경비대원으로 합류하면서부터 할 수 있는 역할은 드라이어스 일당으로 인해 피해자들을 구조해주는 역할이다.
허형사(사츠다 형사)
나박사를 30억원 강탈사건 용의자로 보고있지만, 후반부에 그가 우주경비대랑 한 팀인 것을 안 후 도와준다. 우스겟 소리로 지구인 중에서는 마지막으로 합류한 우주경비대원? 나박사가 직접 임명한 적은 없었지만 우주경비대와 나박사의 정체를 알아낸 이후로부터 우주경비대를 도와준 것을 보면 우주경비대원이나 마찬가지다. 그 전에도 우주경비대원 역할을 조금 해준 적도 있었다. 마지막화에서도 장고박사를 체포하면서 결정적인 역할을 했다. 유미사 선생에게는 관심을 가졌지만 퇴짜를 당한 적이 있었고 김미라 기자 역시 그에게 관심 없었지만 결정적인 역할을 했을 때마다 관심을 드러냈었다.
경찰서장
허형사가 근무하는 경찰서의 서장으로, 한번은 허형사에게 근신을 내리기도 했고, 해고시킬 뻔한 적도 있었다.
박만수(잇페이)
직업이 청소부나 일용직인 가난한 좀도둑으로, 썬글라스를 평소에 끼고 다닌다. 불새와 인연을 맺으면서 착해진다. 불새가 지구를 떠난 후 나박사의 조수가 된다.
박칠수(고로)
만수의 동생.
김미라 기자(야마자키 모모코)
불새를 좋아하는 인물이지만, 불새와 선가드가 동일 인물이라는 것을 눈치채지 못하는 면이 있다. 젊어보이긴 하지만 용기는 그녀에게 아줌마라고 지칭한다. 용기에게 이쁜 척으로 유혹하며 인터뷰를 시도했지만 거절당했다.
솔이
에이스바론과 인연이 생긴 여자아이, 시골에서 할아버지와 단 둘이 살고있으며, 드라이어스 일당들이 자신의 마을을 습격했을 때 일일 우주경비대원 역할을 해줬다. 우주경비대 연락처를 알고 있다.
장회장
한 재벌의 회장으로, 후반부에 우주경비대 기지에 상금을 건다.
장리라
장회장의 외동딸로, 처음에 자기의 진짜아빠를 부정했다가 불새한테 아빠라고 했으나, 불새가 설득시킴으로인해 다시 자기의 진짜 아빠한테 돌아간다.
치치쿠
잉카종족의 한 소년으로 선진국이나 중진국에 있는 여러 가지에 대해 신기해한다.
파르프 황태자
팔바도르 왕국의 황태자로, 불새와 똑같이 생겼으며, 레어메탈을 세계평화를 위해 사용한다.
힐먼박사
미국인 과학자로, 체격이 크고, 나박사의 절친이다.
캐시
힐먼박사의 손녀로 조르에게 유괴당한 적이 있다.
김박사
나박사와 젊은 시절 좀 친했으며, 나박사를 오랜만에 만났을 때 처음엔 비웃다가 도움을 받자 감사해한다.
유리(아마노 유리)
나박사의 부인으로 젊은 시절 두 명의 아들(희망의 아빠와 용기의 아빠)를 낳은 후 어느 날 한 할머니를 돕다가 교통사고 당해서 죽었다. 장고박사도 그녀랑 사귄 적이 있으며, 힐먼박사 다음으로 나박사의 연구를 이해해주었다. 그녀가 장고를 버린 것이 장고가 드라이어스를 불러낸 원인 중 절반이상을 차지한다.
하쿠
미래도시2010의 메인 컴퓨터로 불새와 비슷한 종류의 생명체이다.
알버트
나사기지의 젊은 연구원, 우주경비대 못지않은 활약을 한 적이 있다.

### 드라이어스 일당
Dr. 장고
젊은 시절에는 아마노 박사와 함께 인류의 미래를 책임질 천재 과학자로 불리었으나, 공을 탐해 아마노 박사의 논문을 부정으로 복사한 것이 발단이 되어 추방당한다. 그 후 세상에 복수하기 위해 해저 기지에서 사악한 연구에 몰두한다. ...라는 것이 정설이지만, 아무리 생각해도 아마노 유리를 빼앗긴 것에 대한 복수로 생각된다.

## 우주경비대
파이버드(선가드)
카토리 유우타로는 아마노박사가 지어준 이름일뿐, 원래이름이 파이버드(선가드)다

파이어제트
아마노박사(나천재)박사에 의해 완성된 다용도 제트기. 카토리(한불새)와 융합하여 파이버드(선가드)로 변형한다.
- 데이터

- 전체 길이：26.2m
- 최대 비행 속도：M5.2

파이버드(선가드)
파이어제트가 카토리(한불새)와 합체하여 제트기에서 로보트으로 변형한 형태
- 데이터

- 전체 높이：20.1m
- 중량：45.5t
- 주행속도：150.5km/h
- 점프력：250.9m

- 무장

- 다이너 버스터 : 양팔에 장비된 2문 파괴포
- 플레어 미사일 : 다리에서 발사되는 미사일

플레임 블레스터
파이버드(선가드)의 서포트 메카

무장합체 파이버드(선가드)
파이버드(선가드)에 플레임 블레스터와 무장합체하여 탄생하는 거대로봇. 주로기술은 불꽃 계열로 사용한다.
- 데이터

- 전체 높이：20.2m
- 중량：65.0t
- 주행속도：166.0km/h
- 점프력：280.8m

- 무장

- 플레임 소드 : 등에 수납되어 있는 파이버드(선가드)의 필살검
- 플레임 캐논 : 어깨에 장비되어 있는 2문의 광선포
- 다이너 버스터 : 양팔에 장비된 2문의 소형의 빔건
- 플레어 미사일 : 파이버드(선가드)에서 계승된, 다리에 내장된 미사일, 각 다리6연발로 도합 24연발의 발사가 가능
- 썬 슬라이서 :가슴의 장식판을 부메랑으로 하여 날림
- 프레임 바리어 : 플레임 소드로 발생시키는 바리어

- 기술

- 프레임 소드 챠지업: 플레임소드에 애너지를 모아서 급속도로 적에게 접근하여 적을 일도양단하는 필살기
- 풀 블라스트: 플레임 캐논·다이너 버스터·플레어 미사일을 모두 발사하는 필살기

파이어셔틀
아마노박사(나천재)박사에 의해 완성된 스페이스 셔틀. 카토리(한불새)와 합체하여 그랑버드(슈퍼 선가드)로 변형한다.
- 데이터

- 전체 길이：28m
- 최대 비행 속도：M9.2

그랑버드(슈퍼 선가드)
파이어셔틀이 카토리(한불새)와 합체하여 스페이스 셔틀에서 로보트형으로 변형한 형태 파이버드(선가드)에게는 없는 비행능력을 가지고 있으며 파이버드(선가드)와 동등, 또는 그 이상의 힘을 가진다.
- 데이터

- 전체 높이：21.0m
- 중량：60.0t
- 주행속도：140.0km/h
- 점프력：220.9m

- 무장

- 패더 슬레시(극중미사용) : 양쪽 귀 부분의 날개형 장식을 커터로 하여 던지는 기술
- 그랑 어태커(극중미사용) : 등부분의 날개의 발사하여 부스터로부터 적을 포박
- 그랑 빔(명칭 불명) : 가슴판에서 발사되는 빔

블레스터 제트
그랑버드(슈퍼 선가드)의 서포트 메카

제트합체 그랑버드(슈퍼 선가드)
그랑버드(슈퍼 선가드)가 블레스터 제트와 제트합체하여 완성되는 용자. 파이버드(선가드)에 비해 화력이 강화되어 있다.
- 데이터

- 전체 높이：21.2m
- 중량：85.6t
- 주행속도：166.0km/h
- 점프력：280.8m

- 무장

- 레이저 로드(극중미사용) : 팔에서 발사되는 3~5m정도의 로드형 무기로 끝부분에서 레이져가 나와 커터의 날을 이룬다.
- 샤인 다트(극중미사용)
- 윙 슬라이서 : 가슴의 장식을 때어 날리는 부메랑, 단검으로 사용한다.
- 그랑 로켓 : 앙쪽 어깨에 장비된 포트에서 발사되는 미사일
- 그랑 어태커

- 기술

- 그랑 캐논: 양 다리에 수납된 2개의 파츠를 연결하여 적에게 발사하는 필살 무기

최강합체 그레이트 파이버드(그레이트 선가드)
파이버드(선가드)와 그랑버드(슈퍼 선가드)가 최강합체하여 탄생하는 우주경비대 최강의 용자
합체방식은 그랑버드(슈퍼 선가드)가 상하체가 분리되어 하반신은 다리형태 (사람으로 말하자면 발과 무릎사이 즉 종아리부분) 변형이 되고, 상반신은 몸통 하나로 다른 변형 하는데 몸은 좌우로 갈라진후 돌려 팔이 되고, 그랑버드(슈퍼 선가드)의 팔은 캐논형으로 체인지 어깨부분이 되며, 등부분 접은 날개를 펴서 가슴장식이 되고  다른 상체로 변형이 된다. 파이버드(선가드)의 중심으로 하반신은 변형된 하체는 합체하여 다리가 강화가 되고, 상반신은 변형된 상체로 합체하여 팔, 어깨, 가슴등을 강화가 된다. 가슴은 불새문양으로 새겨지고. 머리는 파이버드(선가드)의 머리의 대신하여 새로운 머리로 나오면 "최강합체 그레이트 파이버드(그레이트 선가드)"완성된다.
최종결전 오거닉 드라이어스에 의해서 공격을 받아 플레임 소드는 파괴되고 모든 무장 장비를 부서진 상태에서 돌격하면서 입에서 발사되는 화염으로 그레이트 파이버드(그레이트 선가드)의 마스크가 파괴되어 얼굴과 입이 노출이 된다.

- 데이터

- 전체 높이：30.5m
- 중량：105.5t
- 주행속도：250.6km/h
- 점프력：590.2m

- 무장

- 플레임 소드: 파이버드(선가드)의 플레임소드에 플레임 블레스터가 합쳐저 만들어진 거대한 검으로 그레이트 파이버드의 필살 무기
- 그레이트 캐논: 양쪽 어깨부분에 장착된 강력한 광선포
- 그레이트 엑스(극중미사용): 가슴 끝부분의 파츠를 떼어 만들어지는 도끼
- 라운드 디펜서(극중미사용): 블레스터 제트를 사용하는 방패로 10만고열도 막아낼 수 있다고 한다.
- 반 슬라이서(극중미사용): 이마에 달린 장식을 때어날리는 부메랑으로 3m 두께의 철판도 절단할 수 있다.
- 슬라이서 킥(극중미사용): 파이어 왕복선의 날개를 다리보다 출현시키기, 발 차기와 동시에 베는 공격을 가하다.
- 그레이트 크리퍼(극중미사용): 팔에서 날리는 앵커
- 그레이트 봄버(극중미사용): 가슴의 불새 문양을 빛의 에너지로 바꾸어 적을 친다.

- 기술

- 프레임 소드 챠지업: 불새 형상의 아우라를 감싸면서 급속도로 적에게 돌격하여, 점프 한 다음에 적을 일도양단하는 필살기
- 트리플 파이어 크로스: 동료들의 영혼과 자신의 몸 그 자체를 불새화해 목숨을 걸어 전력투구하는 대담한 기술. 최종화에서 오거닉 드라이어스를 쓰러뜨리기 위해 사용되었다.

가드팀
긴급 구조차량으로부터 깃들어진 용자 팀. 전투 능력은 높지만 주로 구조 활동을 담당한다. 평상시는 도시에서 활동을 하고 있다. 파이버드(선가드)와 같은 브레스터 시스템은 없지만, 백팩에 전투용 헬멧이 내장되고 있어 전투 시에는 「헬멧온」이라는 말로 무장 강화를 한다.

가드스타
사츠다(허탕만) 형사의 경찰차로부터 변형하는 용자로 가드팀의 리더이다. 평상시는 냉정하지만 이성을 잃으면 무섭다. 추정 연령 20세. 혈액형은 A형. 특기는 정확한 사격. 취미는 조깅. 평상시는 사츠다 형사를 운전석에 싣고 있지만 출동할 때는, 사츠다(허탕만) 형사에게 들키지 않게 몰래 출동한다.
- 데이터

- 전체 높이：10.2m
- 중량：25.5t
- 주행속도：300.6km/h
- 점프력：90.6m

- 비클 모드

- 전체 길이 5.6m
- 최대 속도：450.0km/h

- 무장

- 스타 플라스터
- 완부 와이어

가드파이어
소방차로부터 변형하는 용자. 불같은 성격으로 평상시는 소화 활동을 하고 있다. 추정 연령 23세. 혈액형은 O형. 특기는 혼자서 힘차게 달리기. 취미는 노래 부르기.
- 데이터

- 전체 길이：10.5m
- 중량：32.6t
- 주행속도：60.0km/h
- 점프력：60.3m

- 비클 모드

- 전체 길이：8.6m
- 최대속도：320.9km/h

- 무장

- 제트 디스패처
- 너클 호스

가드레스큐
구급차로부터 변형하는 용자. 침착한 성격으로, 요시코와는 의료 동료이다. 추정 연령 19세. 혈액형은 B형. 특기는 응급 처치. 취미는 독서와 라디오 듣기.
- 데이터

- 전체 높이：9.8m
- 중량：27.9t
- 주행속도：280.0km/h
- 점프력：75m

- 무장

- 하이 텐션 밴디지
- 플라즈마 토치
- 구출 카고
- 레스큐 그레네이드
- 더블 레스큐 그레네이드
- 세이프티 베리어

3체 합체 가디언
가드스타가 머리와 가슴, 가드파이어가 상체와 팔, 가드레스큐가 다리가 되어 3체 합체 한 용자. 가드스타가 인격을 담당한다. 주로 구조 활동을 담당하지만 전투에서도 활약한다. 하늘을 날 수 없는 것이 약점.
- 데이터

- 전체 높이：20.2m
- 중량：85.0t
- 주행속도：250.5km/h
- 점프력：93m

- 무장

- 가드 디스패처: 뒤쪽의 사다리에 설치된 방수포.
- 익스텐션 래더: 뒤쪽의 사다리를 늘어뜨리는 공격.
- 가드 플라스터: 가슴에 설치된 발칸포.

- 필살기

- 라이트닝 스타 플래시: 가슴의 별 문양에서 만들어 낸 거대한 별모양의 에너지로 적을 가르는 필살기. 극중 41화에서 1회만 사용.

가드윙
제트 헬기로부터 변형하는 용자. 거만한 성격으로 카토리가 불러온 원군이다. 추정 연령 18세. 혈액형은 AB형. 취미는 공중 산책.
- 데이터

- 전체 높이：11.0m
- 중량：32.0t
- 주행속도：62.6km/h
- 점프력：190.6m
- 비행 속도：M0.98

- 무장

- 윙 부메랑
- 메이저 크러셔
- 윙 데터네이터
- 윙 본푼

4체 합체 슈퍼 가디언
가드윙이 날개,가슴, 발의 강화 파츠가 되어 가디언(가드스타+가드화이어+가드레스큐)과 용자시리즈 중 최초 4체 합체 한 용자. 가디언의 비해 전투력이 비약적으로 상승했고 비행 능력이 추가되었다. 가드윙이 인격을 담당해서 어조가 난폭하지만, 멤버 전원이 합체 하고 있기 때문에 냉정 침착한 성격이다.
- 데이터

- 전체 높이：25.0m
- 중량：117.0t
- 주행속도：600.0km/h
- 점프력：125.2m

- 무장

- 워터 토네이도: 가드 디스패처에서 물을 발사한 다음, 날개의 팬으로 강한 회오리를 만들어 적을 날리는 기술.
- 윈딩 토네이도(급속냉동파): 날개의 팬으로 강한 바람을 만들어 냉동얼음으로 날리는 기술
- 가드 데터네이터: 날개의 선단을 라이플로 사용하는 무기

- 필살기

- 가드 플래시: 가슴의 G문양을 적에게 발사하여 적을 폭파시키는 필살기.
- 일제 사격: 전신에 있는 미사일을 발사.

바론팀
특수 작업 메카로부터 깃들어진 용자 팀. 에이스 바론 이외는 자아를 가지지 않고, 에이스 바론의 지령에 의해서 행동한다. 에이스 바론 이외의 기체는 카토리(한불새)가 조종해도 조작이 가능하지만, 본체인 에이스 바론이 기절하면 일제히 활동을 정지한다.

에이스바론
구조용 전차로부터 변형하는 용자. 바론 팀의 지휘관으로, 성격은 상냥하다. 우주 경비대의 최연장자. 추정 연령 28세. 혈액형은 O형. 특기는 바론 팀의 능력을 구사한 조개 잡이.
- 데이터

- 전체 높이：13.1m
- 중량：50.0t
- 주행속도：50.0km/h
- 점프력：60.5m

- 비클 모드

- 전체 길이：12.5m
- 최대 속도：200.5km/h

- 무장

- 벨트 링
- 바론 쿨러

드릴바론
드릴 전차로부터 변형. 인격이 없으며. 카토리가 극중에서 2회 탑승했다.
- 데이터

- 전체 높이：9.0m
- 중량：20.5t
- 주행속도：85.0km/h
- 점프력：45.5m

- 비클 모드

- 전체 길이：8.1m
- 최대 속도：105.0km/h

- 무장

- 써클 커터
- 캐논 포

로드바론
트레일러로부터 변형. 인격이 없으며, 심해의 수압에도 견딜 수 있어서 극중에서 카토리가 해저 기지에 고립된 사람들을 구출할 때 사용되었다.
- 데이터

- 전체 높이：8.0m
- 중량：17.5t
- 주행속도：105.2km/h
- 점프력：50.2m

- 비클 모드

- 전체 길이：7.6m
- 최대 속도：210.0km/h

- 무장

- 마그넷 래프터
- 발칸 포

아쿠아 바론
잠수함으로부터 변형. 인격이 없으며 카토리가 가장 많이 탑승한 메카이다.
- 데이터

- 전체 높이：8.5m
- 중량：16.5t
- 주행속도：75.0km/h
- 점프력：40.5m

- 비클 모드

- 전체 길이：9.0m
- 최대 속도(수상)：200.4km/h
- 최대 속도(수중) 125.25km/h

- 무장

- 스팅어 넷
- 어뢰

스카이 바론
소형 제트기로부터 변형. 인격이 없으며 카토리는 한번도 타본적이 없다.
- 데이터

- 전체 높이：8.5m
- 중량：15.5t
- 주속도：80.5km/h
- 도약력：90.0m

- 비클 모드

- 전체 길이：9.0m
- 최대 비행 속도：M1.5

- 무장

- 진공 클리너

5체 합체 썬더바론
에이스 바론이 몸체, 드릴 바론이 왼팔, 로드 바론이 오른팔, 아쿠아 바론이 오른쪽 다리, 스카이 바론이 왼쪽 다리가 되어 5체 합체 한 파워 타입의 용자. 에이스 바론에 본래 모습이다, 인격은 에이스바론이며. 보조 용자 중 유일하게 필살기를 3번 사용했다.
- 데이터

- 전체 높이：22.0m
- 중량：120.0t
- 주행속도：120.0km/h
- 점프력：150.0m

- 무장

- 썬더 캐논: 썬더 바론의 주무장.
- 썬더 엥커: 가슴에서 사출되는 좌우 3기의 와이어 엥커. 방전도 가능.
- 드릴 크러셔: 왼팔 선단을 드릴로 변형하는 공격.
- 너클 크러셔: 양팔을 사출하는 일명 로켓 펀치.

- 필살기

- 썬더 크래쉬: 고압 방전을 일으키면서 전력투구 하는 필살기. 썬더 제트로 변형해서 속도를 올려 사용하는 경우도 있다.

- 합체기

- 개더링 슬레쉬
- 개더웨이 블래스터

썬더제트
바론팀의 모든 용자가 합체하여 완성되는 다용도 전투기
- 데이터

- 전체 길이：22.5m
- 최대 비행 속도：M3.5

### 그 외
리스터(비스터)
브레이슬릿으로부터 변형하는 소형 로보트. 카토리가 켄타에게 준 것이다. 평상시는 무장 합체 파이버드의 얼굴을 본뜬 손목시계와 같은 형상이며, 켄타의 통신기로 사용된다. 위기상황이 오면 리스터는 로봇으로 변형해 적을 교란시킨다. 말은 못하지만, 알아들을 수는 있다.
프레임인지 플레임 인지 제데로 알고 써주세요 플레임블레스터 라고 했다가 프레임 블레스터라고 했다 장난 하자는거임

## 드라이어스 일당
우주황제 드라이어스 / 3수(야수) 합체 드라이어스
우주로부터 온 악의 마이너스 에너지 생명체. 데스 이글, 데스 타이거, 데스 드래곤이 3수(야수) 합체하여 탄생한다. 스스로를 「우주 황제」라고 칭해, 암흑의 신이 되기 위해 전 우주를 지배하에 두고 있다. 우주 모두를 사랑하는 카토리가 유일하게 증오하는 존재이기도 하다. 평상시는 엄격하지만 의외로 부하에 대한 생각이 크다, 극중 초반에는 장고박사의 해저 기지에 있는 3체의 동상으로부터 슈라와 조르에게 명령을 내렸지만, 20화에서 부하를 돕기 위해 직접 출격한다. 용사 시리즈 악역 중에서, 유일하게 합체를 하는 기체이기도 하다. 이름의 유래는, Dry(메마른)와 Earth(대지)에서 따온 것이다.
- 데이터

- 전체 높이：33.5m
- 중량：120.8t
- 주행속도：200.0km/h
- 점프력：360.5m

- 무장

- 데스 블레이드: 데스 실드에 수납되어있는 양날의 검. 우주경비대들을 괴롭히는 음파를 발생시킨다.
- 데스 실드: 그랑캐논도 막는 완강한 방패. 데스드래곤의 날개가 변형된 것이다.
- 데스 캐논: 양어깨의 캐논 포.
- 호러 하켄(드래곤 펀치): 양어깨의 데스타이거와 데스드래곤의 머리를 발사해, 원격 조종으로 적을 공격한다.

- 필살기

- 데빌 혼: 데스 블레이드의 음차를 공명시켜 에너지를 발생시키는 기술.적을 베거나, 에너지를 발사해 공격하는 것도 가능하다.
- 다크 블레이저(극중미사용)
- 헬 블라스트(극중미사용)

분리 형태
모두 장고 박사 해저 기지에 있는 3개의 동물형태의 동상으로부터 메카화한 것으로, 분리시도 합체 후와 같이 인격이 통일되어 있다.

데스이글
연보라색의 독수리 메카로, 드라이어스의 머리 부분, 가슴, 그리고 날개를 구성한다. 데스타이거를 실어 비행할 수도 있다.
- 데이터

- 전체 높이：19.1m
- 익장：35.5m
- 중량：36.3t
- 비행 속도：M7.9

- 무장

- 데드 임펄스(impulse)

데스타이거
주황색의 호랑이 메카로, 드라이어스의 오른쪽 반신을 구성한다. 또 등의 데스 캐논은 합체시 분할되어 양어깨에 장착된다.
- 데이터

- 전체 길이：18.1m
- 중량：40.5t
- 주행속도：285.0km/h
- 점프력：245.0m

- 무장

- 데스 캐논
- 킬러 바이트

데스드래곤
붉은색의 드래곤 메카로, 드라이어스의 왼쪽 반신을 구성한다. 또 등의 날개부분은 합체 후에 데스실드가 된다.
- 데이터

- 전체 길이：24.0m
- 중량：44.0t
- 주행속도：155.2km/h
- 점프력：150.2m

- 무장

- 디스 워터

드라이어스 제트
드라이어스가 변형하는 거대 전투기.
- 데이터

- 전체 길이：36.5m
- 비행 속도：M12

오거닉 드라이어스
데빌 탑의 정상으로부터 마이너스 에너지를 흡수한 드라이어스의 최종 형태. 그레이트 파이버드를 압도하는 파워를 가진다. 재생 능력을 가져, 전신이 예리한 무기일 뿐만 아니라, 자신도 마이너스 에너지를 방사하는 일도 가능하다.

### 부하
조르
드라이어스의 부하인 사악한 에너지 생명체. 장고 박사가 만든 덩치큰 남자 형태의 안드로이드에 깃든다. 성격은 급하고 난폭하다. 자신을 방해 하는 모든 것을 파괴하는 등 뭐든지 힘으로 해결하려고 하는 성격으로 장고 박사 뿐만 아니라, 파트너인 슈라에게도 바보 취급받고 있다. 화내면 무엇을 저지를지 모르는 타입. 이름의 유래는, Salt(소금)에서 따온 것이다.

슈라
드라이어스의 부하인 사악한 에너지 생명체. 장고 박사가 만든 가는 몸의 남자 형태의 안드로이드에 깃든다. 조르와 달리, 두뇌파이며 교활한 성격으로, 작전도 실수 없이 해내, 우주경비대가 고전한 것이 많았다. 지구의 아름다운 모든것을 파괴하는 것이 취미이다. 이름의 유래는, sugar(설탕)에서 따온 것이다.

테스터
조르나 슈라의 지휘아래에서 행동하는 안드로이드. 대량생산이 가능하지만, 명령을 충실히 완수하는 등 우수한 성능을 가지고 있다.

## 한국어판

### 더빙판 성우진
- 한불새/선가드 - 故 김일
- 나용기 - 박영남
- 나희망, 김미라 기자 - 배정미
- 나천재 박사, 뉴스 앵커 - 故 이완호
- 유미사 - 이연희
- 가드 스타, 가디언, 슈퍼 가디언, 철수 - 한호웅
- 가드 파이어, 허탕만 형사, 만수,해설 - 강구한
- 장고 박사, 가드 레스큐 - 성창수
- 드라이어스, 힐먼 박사 - 故 김현직
- 조르, 에이스 바론, 썬더 바론 - 안종익
- 수라, 가드 윙 - 신흥철
- 용기 엄마 - 이현선

### 스탭&주제가
- 녹음 - 박용규
- 그래픽 - 진수아, 이미경
- 편집 - 황인규, 이윤주, 김준석
- 주제가 작곡 - 이승무
- 주제가 작사 - 유정
- 노래 - 기정한, 이재환
- 번역 - 윤경아
- 연출 - 김웅종
- 한국어 제작 - KBS 영상사업단
- 방영 - KBS 2TV

## 방영 목록
제1화 탄생 정의의 용사 
제2화 위기일발
제3화 집결 우주경비대
제4화  공포의 혈액 바이러스
제5화 SOS 심해 3000M
제6화 격돌! 탄환 열차
제7화 불새와 보석도둑
제8화 악마의 추적
재9화 장고박사의 야망
제10화 50000명의 인질
제11화 꽃의 축제
제12화 적조의 공포
제13화 3인의 과학자
제14화 긴급출동 가드파이어
제15화 해저 케이블을 지켜라!
제16화 지진의 공포
제17화 미쳐버린 컴퓨터 도시
제18화 사라진 마을
제19화 황금동굴
제20화 미국의 위기(1) 위기의 미국
제21화 미국의 위기(2) 새로운 친구
제22화 가드윙의 위기
제23화 수수깨끼의 실종사건
제24화 악마의 꽃
제25화 쌍둥이 대소동
제26화 악마의 돌
제27화 악마의 선율
제28화 얼어붙은 여름
제29화 날아라 파이어 셔틀
제30화 나사기지의 위기
제31화 에이스 바론과 거짓말쟁이 소녀
제32화 탄생! 그레이트 선가드
제33화 과거로부터의 경고
제34화 아기 구출작전
제35화 노바1호의 위기
제36화 흡혈귀 대소동
제37화 안개속의 유령선
제38화 킹콩의 출현
제39화 수업참관
제40화 엄마 대 불새
제41화 허형사의 활약 
제42화 아빠가 된 불새
제43화 참된 우정
제44화 블랙 크리스마스
제45화 해저기지
제46화 악마의 탑
제47화 마지막 결전
제48화(마지막회) 되찾은 평화